# Rosa Rodés i Mir
Rosa Rodés i Mir, coneguda també com a Rosita Rodés, (Barcelona, 31 de maig de 1906 - ?) fou una guitarrista i professora de guitarra catalana.

## Biografia
Rosa Victòria Rodés i Mir va néixer al carrer Alegria de Barcelona, filla del comerciant Miquel Rodés i Sancho i de Francesca Mir i Teresa, ambdós naturals de la vila de Gràcia.
Va ser deixeble del guitarrista Miquel Llobet i Solés, juntament amb la guitarrista argentina María Luisa Anido i la austríaca Luise Walker. Començà els seus estudis de guitarra amb nou anys amb Miquel Mas i Bargalló, passant més tard a estudiar amb Llobet. Va oferir el seu primer concert abans als setze anys, al centre de l'Orfeó Gracienc, el 21 de gener de 1923. A partir d'aquell primer concert en públic del que tenim constància, va oferir sovint concerts a sales de Barcelona, com ara la prestigiosa Sala Mozart l'11 de novembre de 1927. Poc després, a partir del 13 de desembre, Ràdio Barcelona oferia en antena les seves interpretacions a la guitarra, en emissions periòdiques que acabarien el 1935. En aquella època interpretava obres dels clàssics de la guitarra espanyola: Tàrrega, Pujol, Sor i Llobet, així com transcripcions per a guitarra d'obres d'altres autors. El 22 d'abril de 1928 es presentava en concert a l'Acadèmia Marshall, amb un programa que va incloure, a més dels compositors abans esmentats, peces de Schumann, Bach i Falla. Pocs dies més tard oferia un concert a Alcoi, en un esdeveniment organitzat per l'agrupació d'instruments de corda Artística Alcoiana i dies més tard a Vilanova i la Geltrú, en el saló de concerts de l'Orfeó Vilanoví.
A finals d'aquell 1928 oferia un concert a la Meistersaal de Berlín. L'èxit va ser molt important considerant que es tractava d'un concert per instrumentistes de guitarra. Arran d'aquest concert va ser contractada per a enregistrar discos en aquell país.
L'any 1931 es va presentar a les oposicions per una plaça de professora de guitarra a l'Escola Municipal de Música de Barcelona, que no va guanyar, sent nomenat professor Juan Parras del Moral. Es va establir com a professora de forma privada, en el seu domicili del número 47 de la Ronda de Sant Pere. El 15 de desembre de 1931 oferia un recital de guitarra a la Filharmònica de Tarragona, el primer recital amb aquest instrument en la societat tarragonina. La premsa de la ciutat comentava aleshores els seus èxits a Berlín, Dresden i Londres, així com un concert ofert el setembre de 19631 a les Coves del Drac, a Manacor.
El 30 de novembre de 1935 oferia un concret en la Salle Gaveau de París, interpretant obres de diferents compositors espanyols: Villar, Tàrrega, Malats, Granados, Moreno Torroba, Pujol i Albéniz, que va repetir en algunes ocasions més. Entre els assistents al primer concert es trobava l'ambaixador d'Espanya a França, Juan Francisco de Cárdenas y Rodríguez de Rivas, i la seva esposa.
Fou la primera guitarrista dona en oferir un concert al Palau de la Música Catalana, el 20 de desembre de 1936. En aquella ocasió es oferir un Festival homenatge a la dona a profit dels infants refugiats, a càrrec del Comissariat de Propaganda de la Generalitat de Catalunya, on van participar l'Esbart Infantil de l'Ateneu Republicà de Gràcia, Rosa Rodés, Rosa Balcells i Conxita Badia, aquesta acompanyada al piano per Maria Teresa Balcells. Al llarg de la guerra civil espanyola va continuar oferint concerts a Barcelona, sovint integrats en activitats polítiques. El 18 de maig de 1939 va oferir un concert, juntament amb la pianista Enriqueta Garreta i el violinista Enric Colominas, al saló d'actes de l'Hospital de la Creu Roja de Barcelona.
Acabada la guerra, va oferir el seu primer concert el 22 de febrer de 1942, en el Palau de la Música Catalana, en un homenatge a qui havia estat el seu mestre, Miquel Llobet. Va fer servir aquell dia una guitarra que havia pertangut al seu mestre. Un any més tard oferia un altre concert al mateix escenari, el 28 de març de 1943, i poc després oferia un concert a Tarragona, el 5 de maig, a l'anomenat Teatre d'Educació i Descans. De nou un any després reapareixia en la Sala Mozart de Barcelona, en un concert organitzat per la Penya Guitarrística Tàrrega, l'1 d'abril de 1944. Aquestes actuacions anuals tindrien la seva continuació l'11 de març de 1945, en un concert en la Sala Mozart. El juny de 1946 participà en un concert al Cottolengo del Pare Alegre, en una festa en honor de malalts acollits per la institució. Fou l'últim concert seu esmentat en hemeroteques.
Una de les guitarres que Rosa Rodés va utilitzar en els seus concerts, del lutier Francisco Simplicio, de l'any 1930 i amb número de sèrie 285, va ser adquirida el 2008 als hereus de la guitarrista pel concertista italià Stefano Grondona.